# JFE商事
JFE商事株式会社（ジェイエフイーしょうじ）は、鉄鋼・鉄鋼材料・化学品などの仕入れ販売を行うJFEホールディングス傘下の商社である。

## 主要事業所
- 本社
  - 東京本社 - 東京都千代田区大手町
  - 大阪本社 - 大阪府大阪市北区堂島
- 支社
  - 名古屋支社 - 愛知県名古屋市西区牛島町
- 支店
  - 北海道支店 - 北海道札幌市中央区北3条
  - 東北支店 - 宮城県仙台市青葉区立町
  - 新潟支店 - 新潟県新潟市中央区東大通
  - 静岡支店 - 静岡県静岡市駿河区森下町
  - 北陸支店 - 富山県富山市桜橋通
  - 岡山支店 - 岡山県岡山市北区中山下
  - 広島支店 - 広島県広島市中区袋町
  - 四国支店 - 香川県高松市サンポート
  - 九州支店 - 福岡県福岡市博多区店屋町
- 日本国外支店
  - 台北支店 - 台湾・台北
  - シンガポール支店 - シンガポール
  - ドバイ支店 - アラブ首長国連邦・ドバイ
  - デュッセルドルフ支店 - ドイツ・デュッセルドルフ

## 沿革

### 川鉄商事
- 1954年（昭和29年）1月 - 摩耶興業、青山特殊鋼、新庄鋼材の3社が合併し、川鉄商事株式会社が設立。3社は川崎製鉄の専属問屋であった。
- 1961年（昭和36年）3月 - 小倉商事株式会社と合併。
- 1966年（昭和41年） - 本社を大阪市北区小松原町に移転。
- 1969年（昭和44年）10月 - 川崎製鉄の直系商社である川一岐商株式会社と合併。本社機能を東京に移転。
- 1975年（昭和50年）4月 - 東京二部・大証二部に株式上場。
- 1977年（昭和52年）3月 - 東京一部・大阪一部に指定替え。
- 1983年（昭和58年）10月 - 川崎製鉄直系商社である川鉄物産株式会社と合併。
- 1996年（平成8年） - 東京本社を千代田区大手町に移転。
- 1999年（平成11年）4月 - 野崎産業株式会社と合併。
- 2003年（平成15年） - 大阪本社が北区堂島に移転。
- 2004年（平成16年）8月2日 - 株式移転により持株会社JFE商事ホールディングスを設立。同社の完全子会社となる。

### エヌケーケートレーディング
- 1926年（大正15年） - 前身である冨士商事創業。
- 1973年（昭和48年） - 日本鋼管系の鋼管商事と合併。
- 1988年（昭和53年） - 伊藤宗二商店と合併。
- 1989年（平成元年） - エヌケーケートレーディング株式会社に商号変更。
- 1991年（平成3年） - 浪華商事と合併。
- 1992年（平成4年） - 中島商事と合併。
- 2004年（平成16年）8月2日 - 株式移転により持株会社JFE商事ホールディングス設立。同社の完全子会社となる。

### JFE商事
- 2004年（平成16年）10月1日 - 会社分割により、川商フーズ、川商セミコンダクター（現在のJFE商事エレクトロニクス）、川商リアルエステートを設立。川鉄商事がエヌケーケートレーディングを合併し、JFE商事株式会社に商号変更。
- 2011年（平成23年）10月1日 - 川商リアルエステートを合併。
- 2012年（平成24年）4月1日 - JFE商事ホールディングスを合併し、テクニカル上場。
- 2012年（平成24年）10月1日 - JFEホールディングスとの株式交換により完全子会社化、上場廃止。
- 2018年（平成30年）10月2日 - 本店登記を大阪府大阪市から東京都千代田区に移転。

## 主要関係会社
- 川商フーズ株式会社
- JFE商事エレクトロニクス株式会社
- JFE商事鉄鋼建材株式会社
- JFE商事鋼管管材株式会社
- 株式会社トーセン
- ケー・アンド・アイ特殊管販売株式会社
- JFE商事コイルセンター株式会社
- 水島メタルプロダクツ株式会社
- JFE商事薄板建材株式会社
- JFE商事住宅資材株式会社
- 株式会社九州テック
- 北関東スチール株式会社
- 阪和工材株式会社
- 韓国JFE商事会社
- 北京JFE商事会社
- 上海JFE商事会社
- 広州JFE商事会社
- 香港JFE商事会社
- フィリピンJFE商事会社
- タイJFE商事会社
- マレーシアJFE商事会社
- インドネシアJFE商事会社
- インドJFE商事会社
- オーストラリアJFE商事会社
- 米国JFE商事会社
- ブラジルJFE商事会社

## 不祥事

### 所得税の申告漏れ
- 同社の大阪本社が、2009年に大阪国税局から税務調査を受け、2007年3月期までの5年間で約4億9,000万円の申告漏れを指摘されたことが、同年1月26日に発覚した。同社は、中国などへの鋼材などの輸出で、仮の価格での支払いを受けた後、正規価格の決定後に過剰額を返金していたが、同社が返金分と説明したものの一部について、リベートに当たると判断された[1]。